# ويليام هوليداي
ويليام هوليداي (بالإنجليزية: William Holliday)‏ هو لاعب دوري الرغبي بريطاني، ولد في 4 يوليو 1939 في وايتهفن ‏ في المملكة المتحدة.